# Knud Gleie
Knud Gleie (ur. 15 marca 1935 w Søborg, zm. 21 stycznia 2010 we Frederiksbergu) – duński pływak, uczestnik Letnich Igrzysk Olimpijskich 1952 i 1956.
Podczas igrzysk olimpijskich w 1952 roku wystartował w konkurencji 200 metrów stylem klasycznym. Odpadł tam jednak w eliminacjach.
Cztery lata później na igrzyskach w Melbourne powtórzył udział w tej samej konkurencji. Poprawił swój wynik awansując do finału, gdzie zajął 6. pozycję z czasem 2:40,0.